# Kroppsviktssäkringar
Kroppviktssäkringar syftar på klättersäkringar som inte håller för mer än en klättrares kroppsvikt. Ett fall i en kroppviktssäkring betyder med största sannolikhet att den lossnar.
Detta är specifikt för aidklättring, där man aktivt belastar varje säkring. Inom friklättring används inte denna typ av terminologi.
Typiska kroppviktssäkringar är till exempel skyhook, copperhead, beak, bathook och RURP.